# Dugovics Titusz
Dugovics Titusz az 1456-os nándorfehérvári diadalhoz kapcsolódó legenda önfeláldozó hőse: a magyar vitéz a nándorfehérvári várra lófarkas-félholdas zászlót kitűzni készülő török katonát élete árán a mélybe rántotta, ezzel megakadályozva, hogy az ostromlók fellelkesülve bevegyék a várat.
Dugovics Titusz alakja a mai magyar történelmi hagyományban a hősi önfeláldozás és hazaszeretet egyik legismertebb szimbólumává vált. Szűkebb értelemben az országot és a kereszténységet a „pogány” török támadástól védő valamennyi keresztény, illetve a Nándorfehérvárt hatalmas túlerővel szemben védő katonák önfeláldozó hősiességének jelképe.
A legendává válást a nándorfehérvári győzelem katonai és történelmi jelentősége alapozta meg, ez ugyanis mintegy 70 évre megállította a törökök további európai terjeszkedését.
A zászlóvivő törököt mélybe rántó hős várvédő alakja a nándorfehérvári csatával kapcsolatban a kortárs itáliai történetíró, Antonio Bonfini leírásában jelent meg, név nélkül. A legendás eset a magyar történelmi krónikákban több száz éven keresztül nem került említésre. Az 1800-as évek elején népszerű ismeretterjesztő történelmi írások hatására kezdett a legenda szélesebb körben terjedni, majd 1824-től kezdték Dugovics Tituszként azonosítani, miután Döbrentei Gábor cikkében régi nemesi iratokkal igazolta a nemesi Dugovics család sarjaként Nándorfehérvárnál elesett Dugovics Titusz létezését. A nándorfehérvári hős kultusza ettől kezdve Dugovics Titusz néven élt valós történelmi személy hőstetteként került be a magyarság közös történelmi emlékezetébe.
Mindamellett a történészek szerint a törököt a mélybe rántó vitéz esetének lehet történelmi valóságalapja, a hősiesen megharcolt nándorfehérvári csatában történhetett ilyen hősies cselekedet, és történelmi tény, hogy a 15. században valóban „keringett valamiféle történet egy ismeretlen katonáról, aki így adta bizonyságát hősiességének.” Miközben az is igaz, hogy az „ostromlóval a mélybe ugró várvédő hős” alakja vándormotívumként számtalan középkori várostrom krónikájában megjelenik.

## A nándorfehérvári hős legendájának története
Annyi bizonyos, hogy írott formában először Antonio Bonfini 1492 körül megírt A magyar történelem tizedei című könyvében került említésre. A már a nándorfehérvári csata idején is élt Bonfini 1488 májusában kapott megbízást Mátyás királytól Magyarország történetének reneszánsz, humanista szellemű megírására, miután Mátyás és udvara túl barbárnak találták Thuróczi János márciusban megjelent Magyar krónikáját. Bonfini tehát 32 évvel a nándorfehérvári diadal után fogott az anyaggyűjtésbe. Így írta le a győzelem eme részletét:
„Egynéhány török a piacra viszi a zászlót, némelyik a tornyok tetejéről igyekszik letépni a király jelvényét, mely eladdig érintetlenül fennmaradt a falakon. Emlékeznek egy zászlóval odalopakodó törökre, aki gyorsan kúszott fölfelé a legmagasabb toronyra, hogy királyának jelvényét annak a csúcsára kitűzze, és ezzel bátorságot öntsön a többiekbe, akik még nem nyomultak be, hogy ők is jöjjenek a városba, a magyart pedig le akarta hajítani, hogy a keresztényeket elcsüggessze. Nyomban utánaered egy magyar, és mielőtt amaz a nemzeti zászlót ledobná, a torony tetején verekedni kezdenek. És mert a magyar másképp nem tudja megakadályozni, megragadja a törököt, és a legmagasabb csúcsról azzal együtt a mélybe veti magát.” (Kulcsár Péter fordítása)
Bonfini ugyanakkor művének egy másik helyén Jajca 1464-es ostromának leírásakor is hasonló hőstettről tett említést:
„A törökök akkora lendülettel másznak fölfelé a falakon, hogy sokan felhágnak az oromzatra és a párkányra, úgy látszik, hogy több falszakaszon kitűzik a zászlójukat, de aztán a városbeliek visszavetik őket. Megemlékeznek egy magyar ragyogó hőstettéről, aki észrevette, hogy egy török ki akarja tűzni a császári jelvényt az egyik toronyra, mire a magasból a támadóval együtt levetette magát a mélybe, hogy továbbra is Corvinus zászlaját lássa mindenki. E napon akkora volt a mészárlás, hogy az árkot eltömítette az ellenség. A védők közül sokan elestek, és szinte mindenki megsebesült. Mátyás Jajca irgalmatlan ostromáról értesülve a szepesi Imrét két légióval haladéktalanul odaparancsolja.”

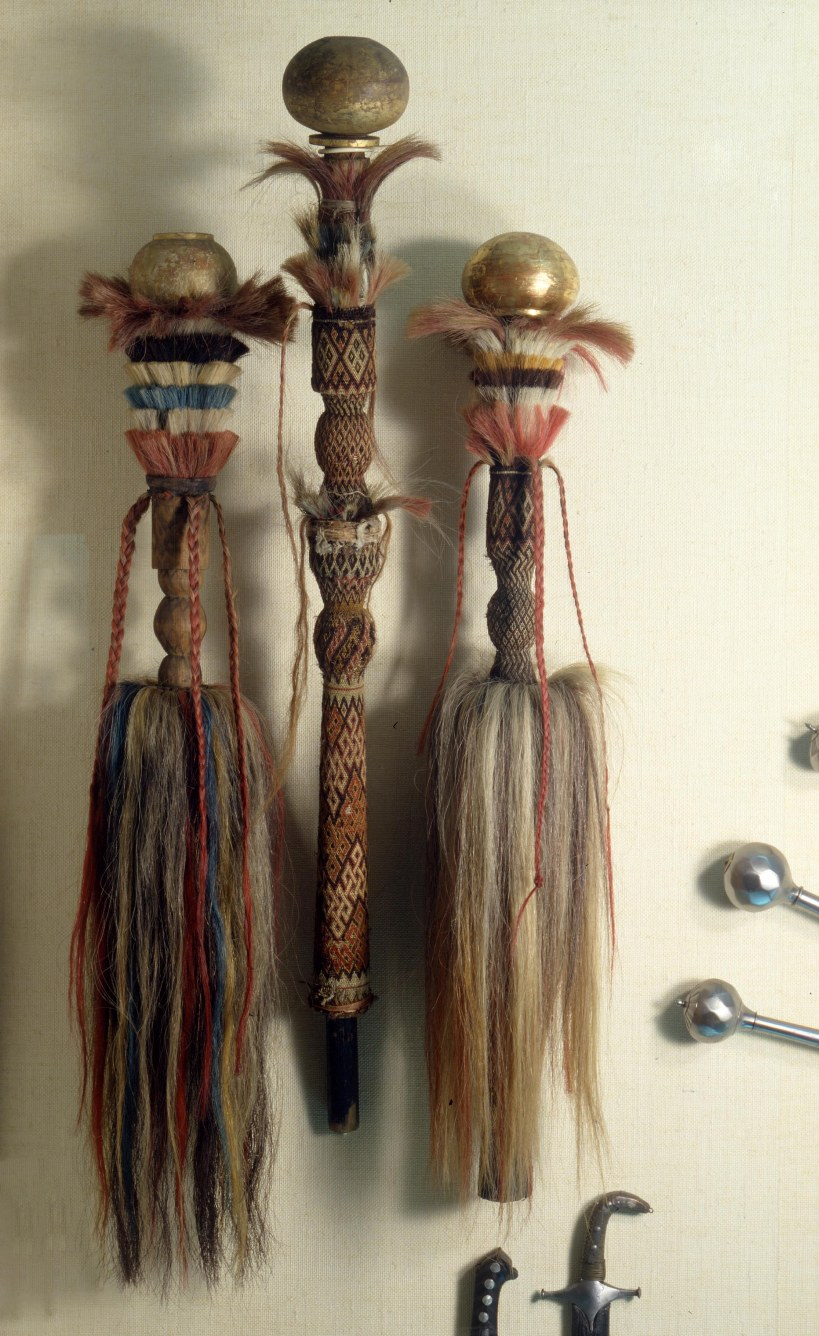
Lófarkas török hadijelvény (buncsuk)

E két helyen történt említés egyaránt utalhat egy valós eset szájhagyomány útján terjedő, tehát kevéssé pontos változataira, várostrom-históriákra jellemző vándormotívum-jellegre, esetleg az író hiányokat kitöltő fantáziájára. A jajcai esetet Konstantin Mihailovic korabeli szerb krónikás is megörökítette, ami azt erősíti, hogy amennyiben vándormotívumról van szó, valós alapja a boszniai vár ostrománál történhetett. Jellemző módon, miután a szerb történetíró áttelepült Csehországba, a legenda kissé átalakulva, egy névtelen cseh vitézzel kezdett terjedni. 1552-ben Johannes Dubravius Csehország történetét elbeszélő könyvében is cseh katonaként említette, akinek alakja egy időre a csehek közt új nemzeti hősként körvonalazódott.
Az elkövetkező néhány száz évben írt magyar történelmi krónikákban a mélybe ugró hős esetét nem emelték ki, annak ellenére, hogy A magyar történelem tizedeit gyakran használták forrásként a nándorfehérvári csata leírásához. Az 1800-as évek elején népszerű ismeretterjesztő történelmi írásokban kezdték újra felfedezni a Bonfini által leírt nándorfehérvári-jajcai hős tettét és alakját. A hőst hol Nándorfehérvár, hol Jajca ostroma kapcsán, névtelenül vagy különböző neveken említették. (Johann Karl Unger 1800 táján írt balladájában például Hans Körmend vagyis Körmendi János néven szerepelt.) Péczeli József 1788-ban az eseményt még Jajca várába tette, Hatvany Pál 1796-ban Nándorfehérvárra helyezte a hőstettet, Kisfaludy Sándor pedig 1809-ben már a legnagyobbakhoz hasonlítva, majd egy drámájában is megemlítve, Vörösmarty pedig két verset alakjának szentelve építették tovább a hős nimbuszát. Mindezek hatására az önfeláldozó várvédő legendája – végül is a magyar és európai történelem szempontjából jelentősebb nándorfehérvári csatához kötve – szélesebb körben terjedni kezdett Magyarországon.

### A nándorfehérvári hős és a Dugovics Titusz név összekapcsolódása
1824-ben Döbrentei Gábor tudományos igényű cikkében bizonygatta, hogy Bonfini nándorfehérvári hőse egy Dugovics Titusz néven élt valós személy volt („Dugovics Titus, ki magát, csakhogy nemzete győzzön, halálra szánta Belgrádban”; megjelent: Tudományos Gyűjtemény). Döbrentei 1821-ben Szombathelyen járva Horváth József Elek költőtől egy asztali beszélgetésben hallotta, hogy a helyiek tudni vélik a – közbeszédben akkor már sokat emlegetett – nándorfehérvári hős nevét: egy Dugovics Imre nevű vasi nemes birtokában van olyan régi okirat, amely bizonyítja, hogy a legendás vitéz nem más, mint az ő felmenője, Dugovics Titusz. Az érdeklődésről értesülve Dugovics Imre maga kereste fel Döbrenteit, és három iratot prezentált neki. Az első egy 1459-es nemesi oklevél volt, amely szerint Mátyás király Titusz nándorfehérvári hősiessége jutalmául fiának, Bertalannak adományozza a Pozsony vármegyei Tejfalut. Az oklevél Dugovics Tituszt mint Hunyadi hűséges katonáját említi a várnai majd a nándorfehérvári csatában, utóbbiban hősies, önfeláldozó tettét is leírta. A másik bizonyító okirat egy Bercsényi Miklós által 1705-ben Dugovich György nemzetes úr számára kiállított menlevél volt, amelyben annak felmenőjeként említett egy Nándorfehérvárnál meghalt Tituszt („…kinek Tit Eleje Belgrádi toronál Magyar mód el holt […] s most Németnek embere.”). A harmadik bizonyíték egy magyar nemes 1588. december 27-én Bükön keltezett levele volt, amely az egyik, Drugeth zászlaja alatt katonáskodó Dugovicsot a zágrábi várban raboskodó atyjafiáról értesíti: „…Sárkuthy Dugovucz T. unokája, ez elmult napokban ith volth, az mi azth il ethy jó nemes ember az condescensioth az nagy withiz Belgrády Thitushoz tette.”
A megvizsgált iratok meggyőzték Döbrenteit, a Tudományos Gyűjteményben megjelenő cikke pedig – miközben már szóban is terjedt a Dugovics-iratok híre – országos szenzációt keltett. Cikkében részletesen érvelt amellett is, hogy a vitéz a Dugovics név ellenére nem horvát, hanem magyar származású volt. Az efölött kerekedő kisebb vita elcsitultával pillanatok alatt széles körben ismert tényként ivódott a köztudatba, hogy a nándorfehérvári hős egy Dugovics Titusz nevű, valóban élt, nemes, magyar vitéz volt.
Dugovics Titusz legnagyobb kultusza a Vas vármegyei Nagysimonyi községben van, ahol – bár ezt történelmi források cáfolják – a mai napig tartják, hogy Titusz az ő falujuk szülötte. A nagysimonyiak kőkeresztet állítottak emlékére, s a helyi általános iskolát is róla nevezték el.

### Történészi kétségek a „Dugovics Titusz-személyazonosság” hitelességével kapcsolatban
A Dugovics rokonság hitelességét elsőként egy vasi helytörténész, Porkoláb István kérdőjelezte meg az 1900-as évek elején, a nemesi levélről készült átirat eredetét feszegetve, de felvetése gyorsan elfelejtődött. Bár történész körökben az 1970-es, 80-as évektől ismét beszédtéma volt a Dugovics személyazonosság hitelessége, azt nyilvánosan a rendszerváltás után, az 1990-es évektől kezdték vitatni az első történészek, a kérdésről Szőcs Tibor 2009-ben közzétett átfogó tanulmánya szerint az eredetet bizonyító nemesi iratok hamisak, és nem élt Dugovics nevű nemesi család a nándorfehérvári csata idején Magyarországon. Emellett az „ostromlóval a mélybe ugró várvédő hős” alakja vándormotívumként számtalan középkori várostrom krónikájában megjelenik. Feltételezésük szerint az „ősi nemesi Dugovics család történetét a Nándorfehérvárnál hős Dugovics Titusszal” Dugovics Imre Vas vármegyei szolgabíró találta ki az 1820-as évek elején, nemesi származása bizonyításául, illetve patinásabbá tételéhez. Egy adománylevelet készíttetett magának, ami a nevezett rokonságra utal. Az iratok hamisítása a történészek szerint azzal a vizsgálattal lehet összefüggésben, amelyet a Dugovics család nemességével kapcsolatban akkoriban folytattak le. Bár a per végül Dugovics Imre számára kedvezően zárult, elképzelhető, hogy a családi nimbusz megerősítésére határozhatott egy neves ősnek a felmenő iratokban történő megörökítése mellett.

## Emlékezete az irodalomban és művészetekben
Dugovics Titusz hőstettét az 1800-as évektől több költemény és festmény is megörökítette. A legismertebb kép Wagner Sándor festőművész alkotása 1853-ből, amely a Magyar Nemzeti Galériában látható. Szépirodalmi alkotók közül Jókai Mór és Mikszáth Kálmán is megemlékezett alakjáról. Hollós Korvin Lajos Hunyadi című drámájában sajátos értelmezésben Dugovics előbb Cillei Ulrik bérgyilkosaként jelent meg, akit felbérelnek Hunyadi János megölésére, később azonban átállt hozzá. Kodály Zoltán 1956-ban Vörösmarty Mihály A nándori toronyőr című versét írta át férfikari kórusműre. A ponyvairodalomban is számtalan műben megjelent a nándorfehérvári hőstett bemutatása.